# Benifallet
Benifallet ist eine Gemeinde im Süden Kataloniens mit 718 Einwohnern (Stand: 2024) und liegt in der Provinz Tarragona und der Comarca Baix Camp.

## Lage
Benifallet liegt etwa 58 Kilometer westsüdwestlich von Tarragona in der Serra de Cardó in einer durchschnittlichen Höhe von ca. 20 m am Ebro, der die Gemeinde von Süden nach Nordosten durchquert, nahe dem Golf de Sant Jordi (Mittelmeer). 

## Bevölkerungsentwicklung
| Jahr      | 1970 | 1981 | 1991 | 2001 | 2011 | 2021 |
| Einwohner | 1183 | 1034 | 934  | 863  | 803  | 741  |

## Sehenswürdigkeiten
- Benifallet Höhlen
- Reste der Burg von Benifallet
- Kirche Mariä Himmelfahrt
- Kapelle Mariä Geburt
- Onophriuskapelle

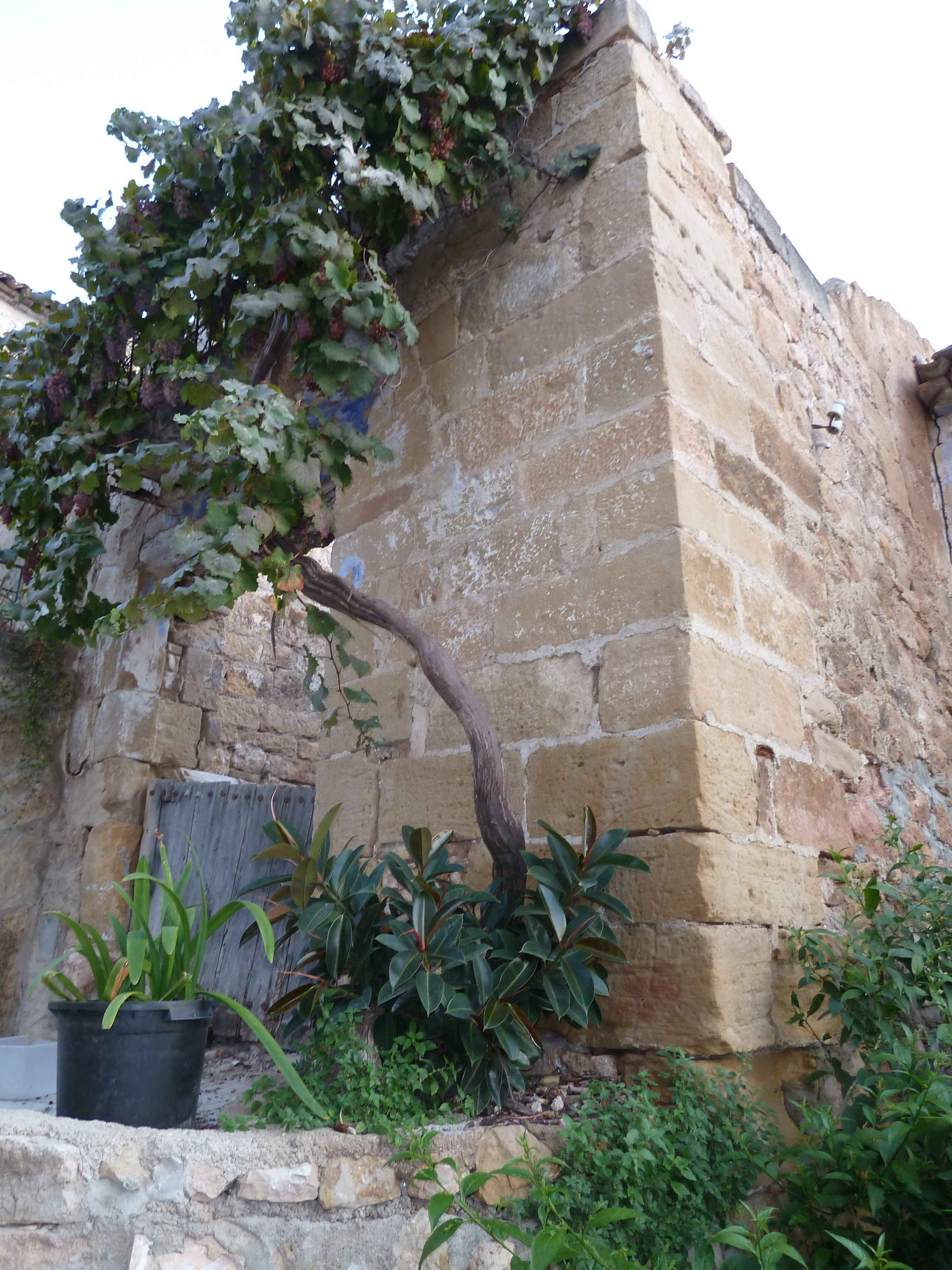
Burgruine Benifallet
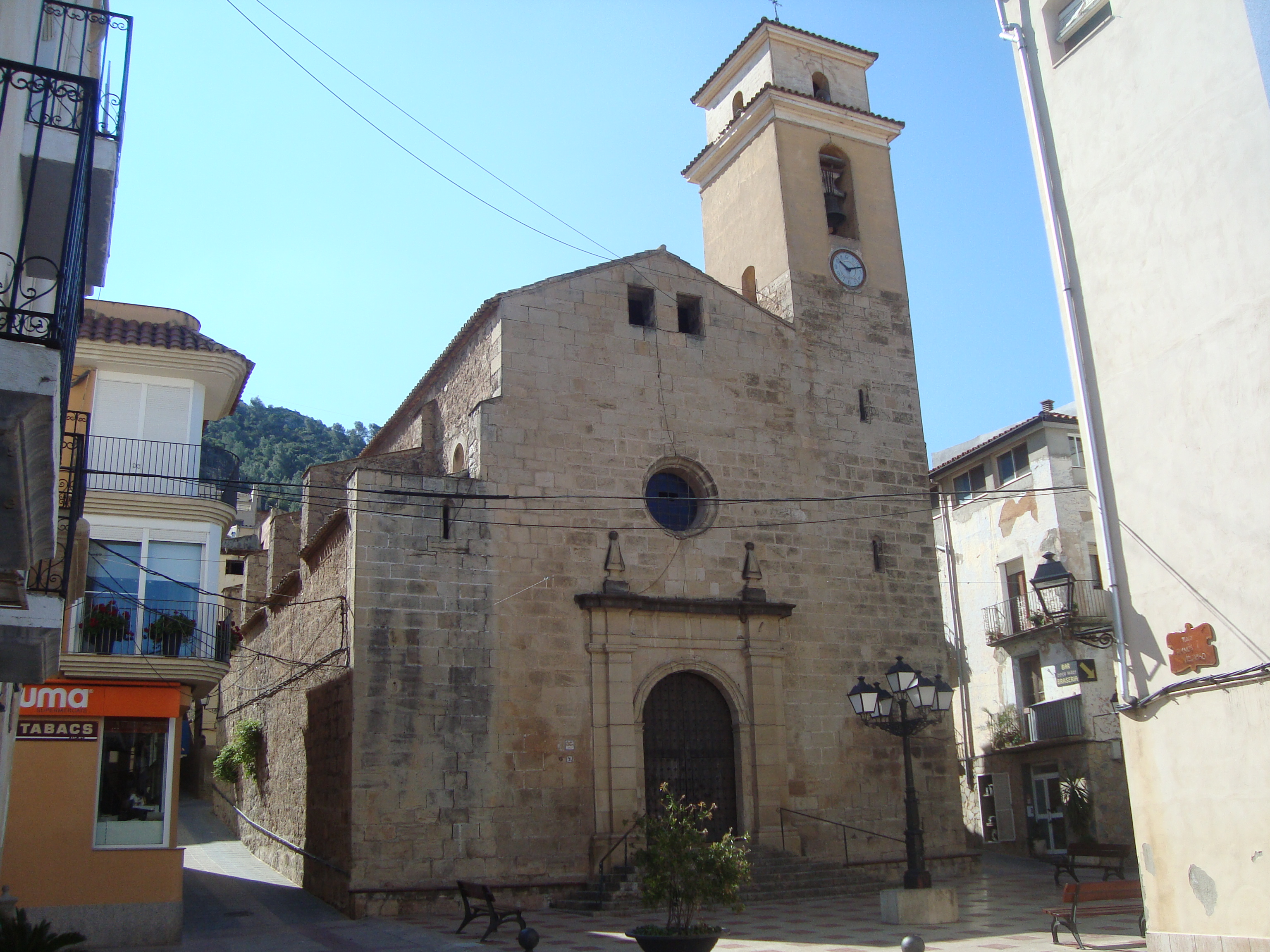
Kirche Mariä Himmelfahrt
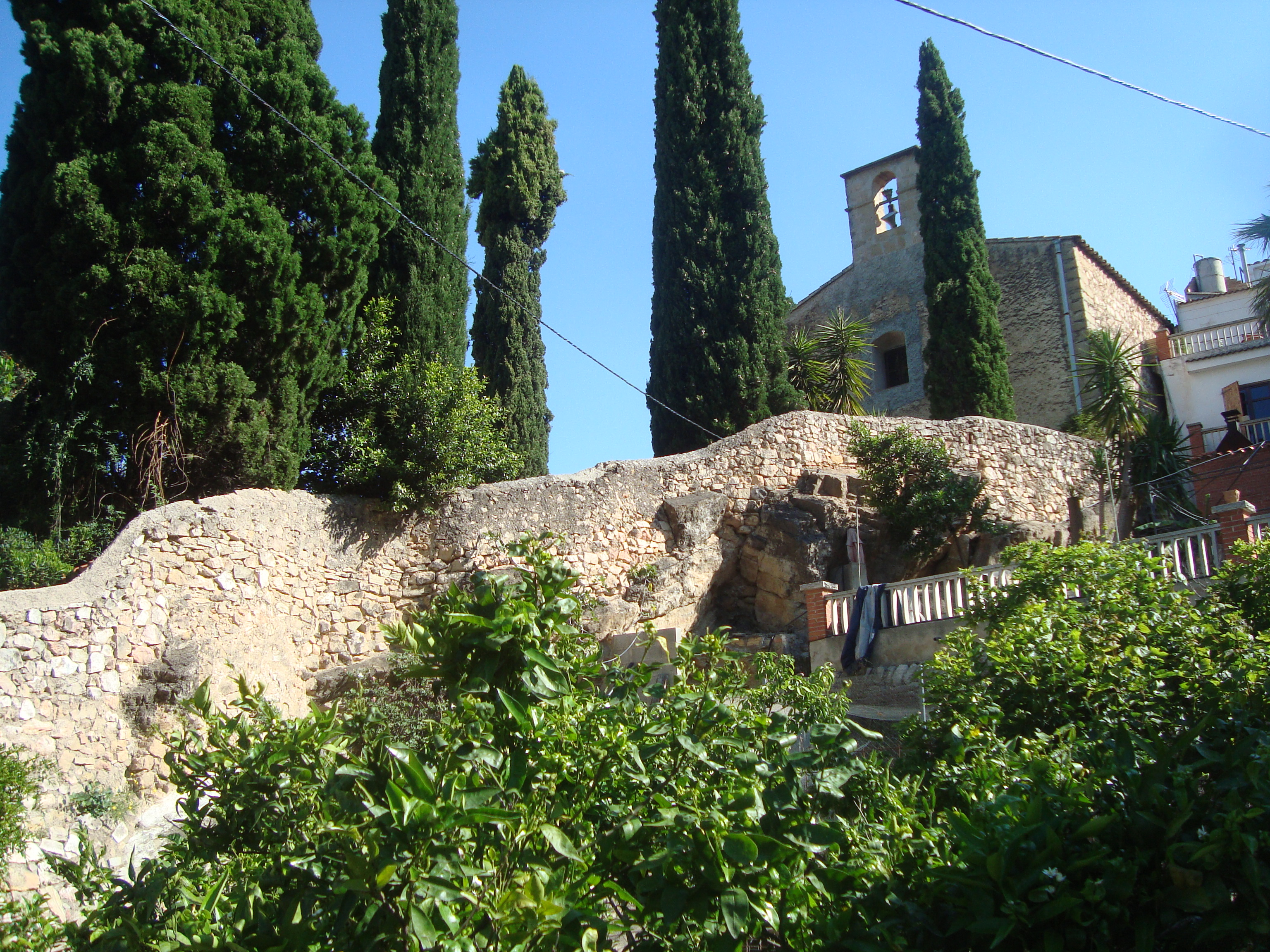
Kapelle Mariä Geburt
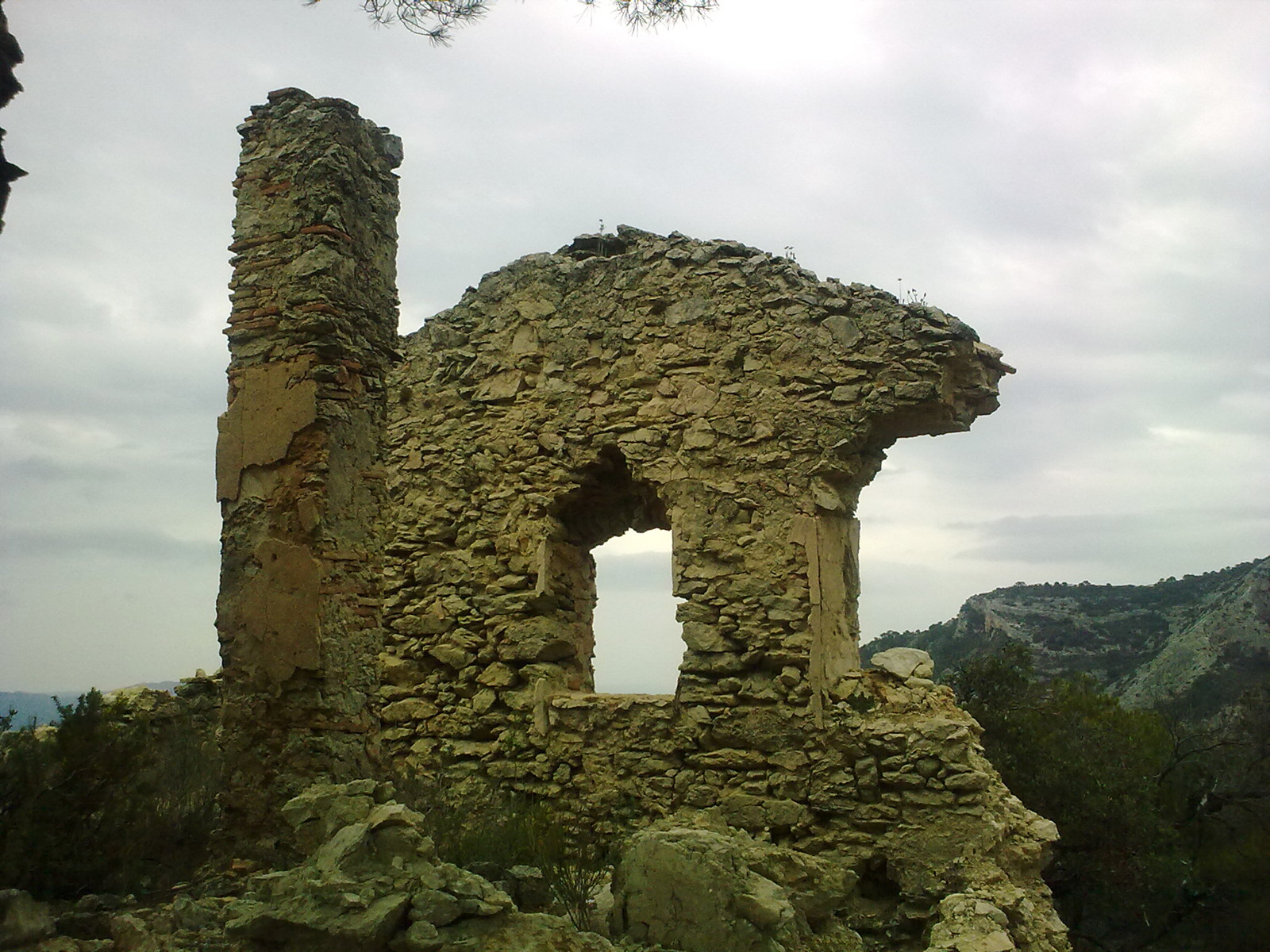
Onophrioskapelle